# Mursal Nabizada
Mursal Nabizada (Nangarhar, 1993 – Cabul, 15 de janeiro de 2023) foi uma política afegã, legisladora e crítica do Talibã que fez parte da Assembleia Nacional do Afeganistão em Cabul.

## Biografia
Mursal Nabizada nasceu em Nangarhar, na Província Oriental do Afeganistão, em 1993.
Era uma das líderes parlamentares que permaneceram em Cabul após o golpe dos talibãs em 2021.

## Assassinato
Foi assassinada no primeiro andar da sua casa, junto com seu guarda-costas pessoal, por assaltantes desconhecidos. O irmão e um segundo segurança ficaram feridos.
Este foi o primeiro assassinato de um membro do Parlamento desde a tomada de Cabul em Agosto de 2021. A ex-parlamentar da província de Candaar, Malali Ishaqzai, apresentou as suas condolências.